# Ada von Holland
Ada von Holland (* um 1188; † 1223 oder nach 1234) beanspruchte letztlich vergeblich das Erbe der Grafschaft Holland. Um den Besitz kam es zum Bürgerkrieg, Ada wurde gefangen genommen und lebte für Jahre im Exil in England. Über ihre letzten Jahre gibt es unterschiedliche Angaben. Folgt man Thomas Bohn, hat sie deutlich länger gelebt als bisher angenommen und war 1233 noch der Ketzerei angeklagt.

## Familie
Sie stammte aus der Familie der Gerulfinger und war die Tochter von Graf Dietrich VII. und der Adelheid von Kleve. Sie  selbst heiratete 1203 Graf Ludwig von Looz. Das Paar hatte keine Nachkommen.

## Erbfolgekrieg
Ada war beim Tod des Vaters die einzige Erbtochter der Grafschaft Holland. Ihre beiden Schwestern waren schon früher gestorben. Problematisch war, dass die Grafschaft Holland keine weibliche Erbfolge vorsah. Eine Lösung schien für den Vater zu sein, Ada zur Regentin zu machen. Seinem Bruder Wilhelm nahm er noch auf dem Totenbett das Versprechen ab, seine Tochter zu beschützen. Die Mutter hatte nur wenig Vertrauen in Wilhelm und sorgte für eine Heirat Adas mit Ludwig von Looz. Noch bevor der Vater beerdigt worden war, fand die Heirat statt. Ein Teil des Adels wollte die Herrschaft Adas und ihres Mannes nicht akzeptieren und schloss sich Wilhelms Führung an. In der Folge kam es zum Kampf um die Herrschaft. Dieser spaltete das Land in zwei Lager. Ada suchte Zuflucht in der Burg von Leiden. Aber schon im Dezember 1203 wurde sie dort von den Truppen Wilhelms gefangen genommen und auf die Insel Texel gebracht.

## Exil
Später wurde sie nach England an den Hof von Johann Ohneland gebracht. Sie verbrachte fast fünf Jahre in England. Im Jahr 1206 kam es zu einer Einigung zwischen Ludwig und Wilhelm. Holland sollte an Ludwig und Ada fallen, während Wilhelm Seeland bekommen sollte. König John ließ Ada indes zunächst nicht gehen. Dabei spielten Zweifel an der Legalität ihrer Ehe mit Ludwig eine Rolle. Ihre Mutter, der Bischof von Utrecht und andere Würdenträger setzten sich für die Freilassung Adas ein und versicherten, dass die Ehe rechtmäßig zustande gekommen sei. Ihr Mann Ludwig reiste 1207 möglicherweise persönlich nach England. Nachdem er dem König den Lehnseid geschworen hatte, konnte Ada auf den Kontinent zurückkehren. Das Paar lebte in Loon. Kurze Zeit später setzte sich Wilhelm als Herrscher in Holland endgültig durch und wurde 1213 von Otto IV. als Graf bestätigt. Ludwig starb bereits 1218. Spätestens zu diesem Zeitpunkt war der Erbstreit endgültig zu Ungunsten von Ada beendet.

## Witwenschaft
Über ihre Zeit nach dem Tod ihres Mannes sowie über ihre Lebenszeit gibt es unterschiedliche Angaben. Nach der holländischen Forschung lebte sie entweder auf Burg Kolmont oder im Zisterzienserinnenkonvent in Herkenrode. Danach soll sie 1223 gestorben sein.
Nach Thomas Bohn hat sie deutlich länger gelebt. Nach diesem hatte sie eine enge Beziehung zu der Gräfin Mechthild und dem Grafen Heinrich III. von Sayn. Sie trat 1230 als Zeugin zusammen mit Graf Heinrich von Sayn in Essen auf, wo es um die Belehnung des Hermann von Müllenark mit der Burggrafschaft Tomburg ging. Im Jahr 1233 kauften Ada und das Grafenpaar von Sayn in Köln gemeinsam ein Haus. Sie siegelte 1227 mit einem Rundsiegel, das die Falkenjagd zu Pferd zeigt. Sie soll danach 1233 von Konrad von Marburg wie auch Heinrich III. von Sayn und Graf Gottfried III. von Arnsberg der Ketzerei angeklagt worden sein. Eine tatsächliche Ketzerei hat dabei wohl nicht vorgelegen, sondern der Hintergrund dürfte eine Denunziation gewesen sein.